# 德里多夫施陶湖

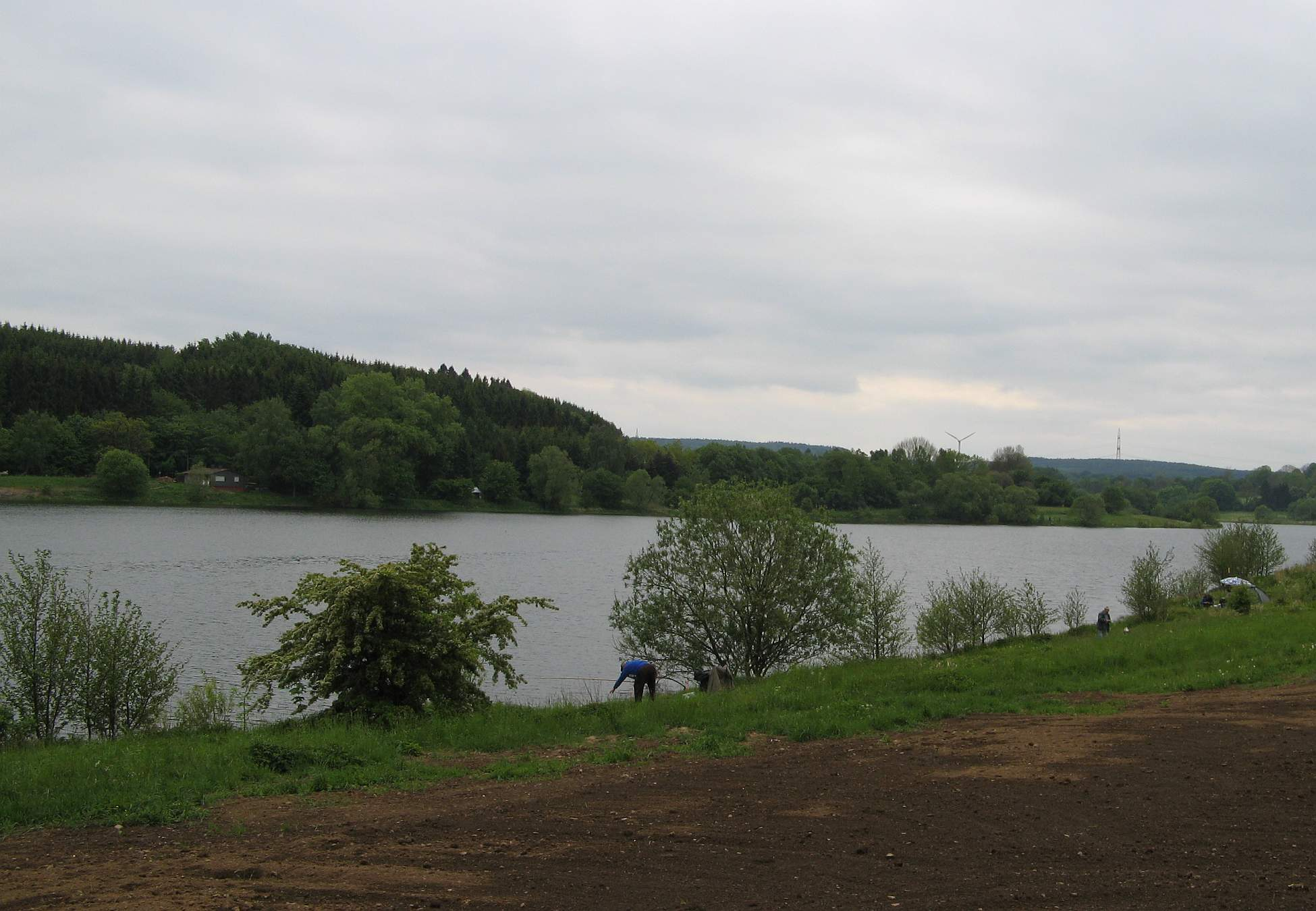

50°37′41″N 8°10′42″E / 50.62806°N 8.17833°E
德里多夫施陶湖（德語：Stausee Driedorf），是德國的水庫，位於該國中部，由黑森州負責管轄，處於德里多夫，面積0.21平方公里，海拔高度485米，水體容量110萬立方米。